# Peter Ghyczy

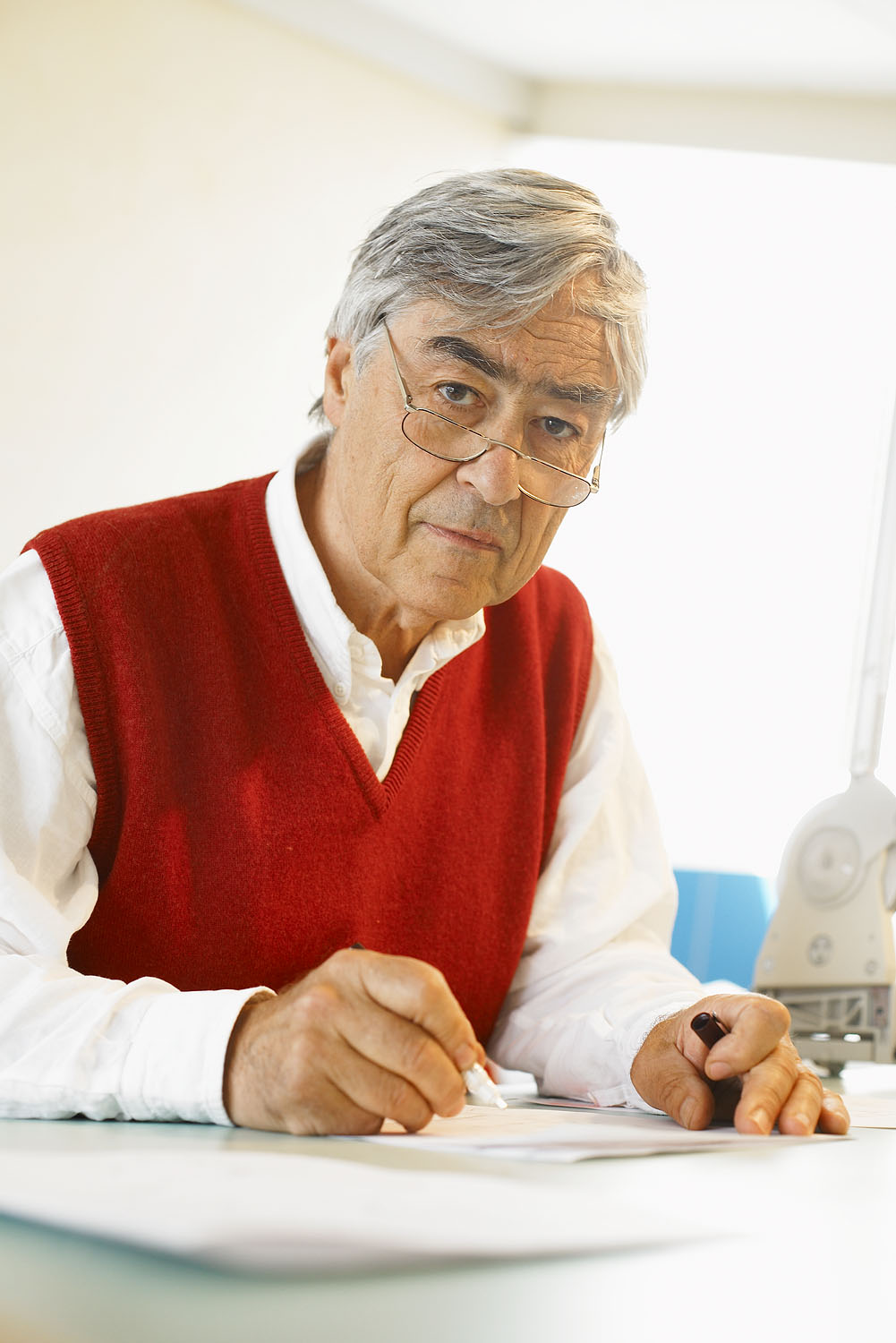
Peter Ghyczy 2006

Peter Ghyczy (* 1. Dezember 1940 in Budapest; † 10. März 2022 in Venlo) war ein deutscher Designer ungarischer Abstammung, der in den Niederlanden lebte.

## Leben und Wirken

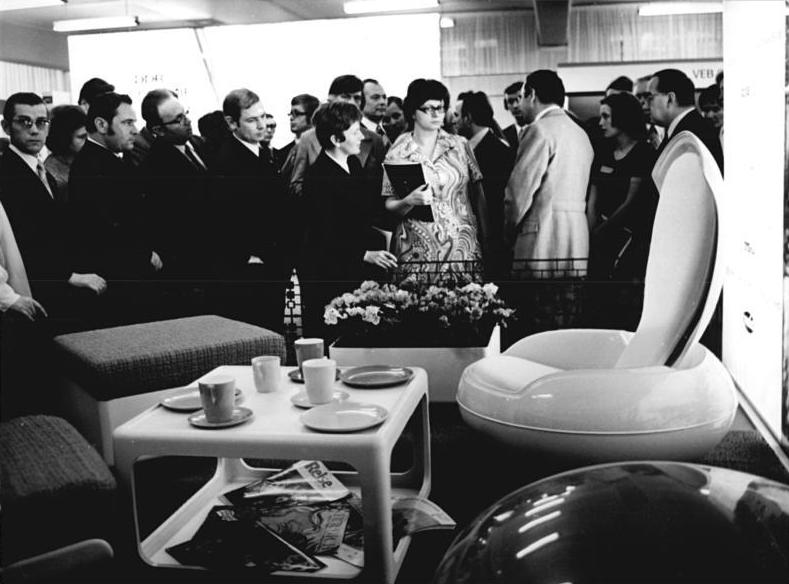
Das Senftenberger Ei auf einem Messestand in der DDR

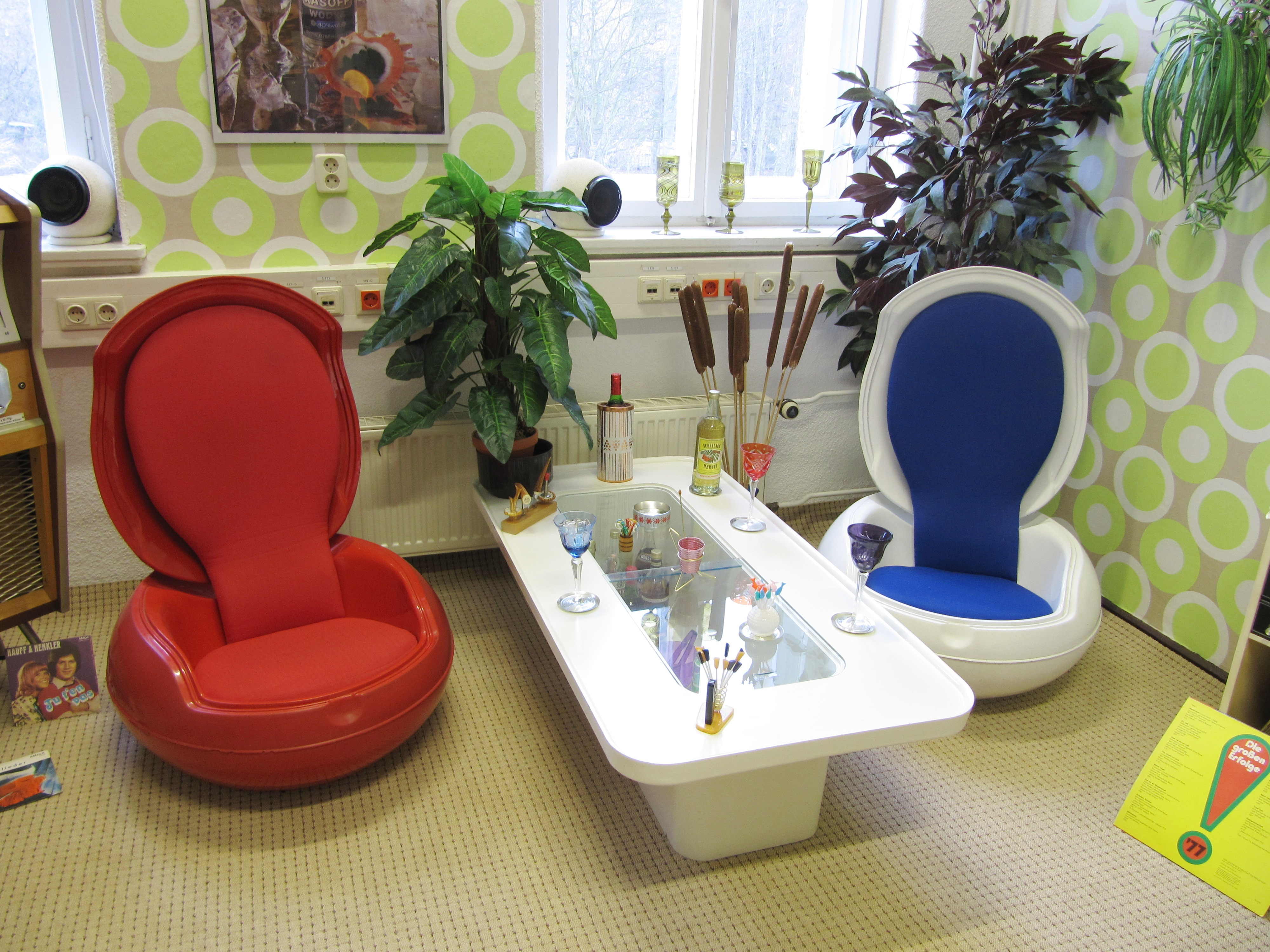
Senftenberger Ei im DDR-Museum Pirna

### Biografie
Als Kind einer weit verzweigten, adligen Familie wuchs Ghyczy im Stadtteil Buda auf. 1945, nach dem Einmarsch der Roten Armee, bei dem der Vater getötet wurde, kam er auf das Familiengut Vásárosnamény in der Puszta, wo er zur Dorfschule ging. 1947 wurde er vom Roten Kreuz für ein Jahr nach Belgien verschickt und lernte Französisch. 1952, das Gut wurde enteignet, kehrte er zur Mutter nach Budapest zurück und beendete dort die Volksschule. 1954 ging er in Nordungarn auf das Benediktinerinternat Pannonhalma.
1956, nach der Niederschlagung des ungarischen Volksaufstandes gegen das kommunistische Regime, flüchtete er mit Mutter und Bruder über Wien nach Bonn. Hier machte er 1960 sein Abitur und studierte danach Architektur an der Technischen Hochschule in Aachen mit Schwerpunkt Bautechnik. 1961 erhielt er eine Assistenz bei Professor Rudolf Steinbach, einem namhaften Architekten, und arbeitete später auch im Kunststoffinstitut der Fakultät. Es folgte eine Mitarbeit am UNESCO-Projekt in Kalabsha in Ägypten, bei dem Altertümer vor dem Wasser eines Stausees gerettet wurden. 1967 legte er sein Architekturdiplom an der RWTH Aachen mit einer Arbeit über eine neuartige Schularchitektur ab.
Von 1968 bis 1972 lebte er in Lemförde im Landkreis Diepholz. 1969 nahm er die deutsche Staatsbürgerschaft an. Peter Ghyczy war verheiratet und Vater von vier Kindern. Er lebte in Beesel in den Niederlanden.

### Tätigkeit als Designer
Peter Ghyczy, multikulturell und vielsprachig, gehörte zur Reihe der Designer, die ebenfalls Einwanderer waren – darunter Henry van de Velde, Marcel Breuer, Hans Gugelot und Peter Maly, und die das deutsche Design wesentlich beeinflusst haben. 1968 übernahm er als freier Mitarbeiter eine leitende Funktion bei der Firma Elastogran in Lemförde in Südniedersachsen, bei der er für die Entwicklung von Produkten aus Polyurethan verantwortlich war. Besitzer und Firmenleiter Gottfried Reuter, ursprünglich Chemiker bei Bayer in Leverkusen, war eine Koryphäe auf dem Gebiet der Polyurethan-Technik, für die er etliche Patente besaß. Darauf baute er in den 1960er Jahren eine Firmengruppe auf, für die er schließlich eine eigene Designabteilung in Lemförde gründete.
Zwischen 1968 und 1972 entwickelte Peter Ghyczy in Lemförde zahlreiche innovative Entwürfe, die – bisher nirgends dokumentiert – ihn als einen der produktivsten Designer jener Jahre ausweisen. 1970 eröffnete in Lemförde das „Design-Center“, ein Gebäude nach Ghyczys Entwurf, das ebenfalls vollständig aus Polyurethan bestand und als Kunststoffarchitektur selbst eine Innovation war. Dabei handelte es sich um eines der frühen deutschen Designstudios, dessen enge Verzahnung von technischer Entwicklung und Produktgestaltung beispielhaft war und das in der Kunststoffbranche eine Alleinstellung hatte. Hier entstanden neben neuartigen, modularen Bauteilen, wie etwa Notunterkünften und Fassadenelementen, vor allem Möbel verschiedenster Art, darunter Stühle, Schalensessel, Wohnlandschaften, Tische, Regale und plastische Türfronten für Büro und Küche. Lizenzen wurden an namhafte Firmen vergeben, u. a. an Drabert, die Vereinigten Werkstätten, Vitra (damals noch Fehlbaum GmbH) und Beylarian in den USA. Bekannt geworden ist von alledem nur ein Modell: das „Gartenei“ von 1968, der erste aufklappbare Sessel. Bereits 1972 wurde das „Design-Center“ geschlossen und später abgerissen. Reuter verkaufte seine Firma an BASF und – insgeheim – die Polyurethan-Technik gleichzeitig auch an die DDR, die als Beigabe das Gartenei erhielt. So kam es, dass dieser Ghyczy-Entwurf auch in der DDR vom VEB Synthesewerk Schwarzheide (heute: BASF Schwarzheide) in der Nähe von Senftenberg in unbekannter Stückzahl produziert wurde. Nachdem es als „Senftenberger Ei“ – nicht selten fälschlicherweise als DDR-Design angesehen – in der Kunstszene der späten 1990er Jahre zum Kultobjekt und zu einem begehrten Sammlerstück wurde, legte Peter Ghyczy seinen Entwurf selbst wieder auf.
1972 gründete er die Firma Ghyczy + Co Design in Viersen und stellt seine erste eigene Möbelkollektion vor. Für etliche seiner Entwürfe meldete er Patente an, insbesondere für die von ihm entwickelte Klemmtechnik als Verbindung von Glas und Metall, auf deren Grundlage Ghyczy eine neuartige gestellfreie Tischform entwickelte, die häufig kopiert wurde und auf der er eine ganze Produktfamilie aufbaute. Schließlich entstand die Klemmkonsole R 03, ein gestellfreies Regal und längst ein anonymer Klassiker, der heute – als Plagiat – in kaum einem Baumarkt fehlt. Von Peter Ghyczy stammen auch zahlreiche Lampenentwürfe u. a. die Serie MegaWatt und die Tischleuchte MW 17, ein gebogenes, ausbalanciertes Rohr und damit eine weitere gestellfreie Konstruktion – ein Prinzip, das designhistorisch an den Freischwinger erinnert. Bei zahlreichen Produkten verwendete Peter Ghyczy Gussteile aus Metall, insbesondere Aluminium- und Messingguss. Dieses Verfahren geht noch auf seine frühen Erfahrungen mit der Gusstechnik beim Kunststoff zurück.
1974 verlegte Peter Ghyczy den Firmensitz in die Niederlande, wo die Firma nun unter dem Namen Ghyczy Selection firmierte. 1985 erfolgte der Umzug nach Swalmen, wo die Firma heute noch besteht.